# نوفا كوليناس
نوفا كوليناس بلدية في ولاية مارانهاو في المنطقة الشمالية الشرقية من البرازيل. 